# Alexander Cartwright

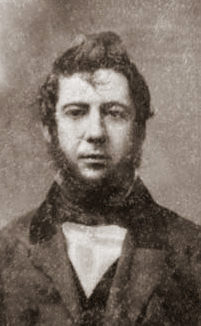
Alexander Cartwright

Alexander Joy Cartwright (* 17. April 1820 in New York City, New York; † 12. Juli 1892 in Honolulu, Hawaii) war ein US-amerikanischer Feuerwehrmann und gilt als „Vater des Baseballs“.

## Leben
Cartwright war als Feuerwehrmann in New York City tätig. Infolge des Goldrausches zog er nach Kalifornien und landete später auf den Hawaiiinseln, wo er sein weiteres Leben verbrachte. In seiner Freizeit spielte er Baseball und verfasste für den New York Knickerbockers Baseball Club die Baseballregeln. Über Jahrzehnte galt Abner Doubleday als Erfinder des Baseballs; erst später wurde dies revidiert und Cartwright als „Vater des Baseballs“ ermittelt. Cartwright war verheiratet und hatte fünf Kinder.

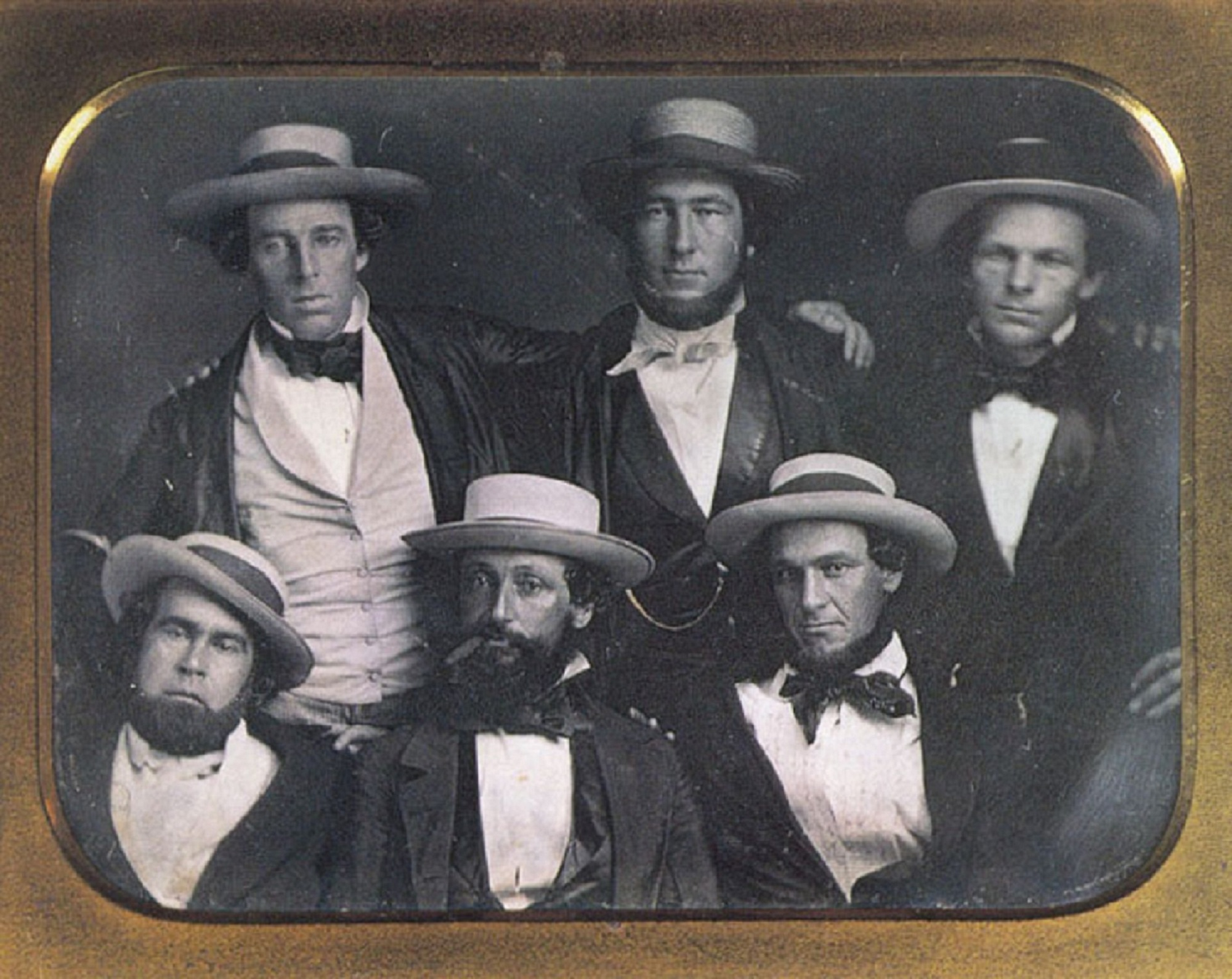
The New York Knickerbockers Baseball Club, um 1847. Cartwright Mitte oben
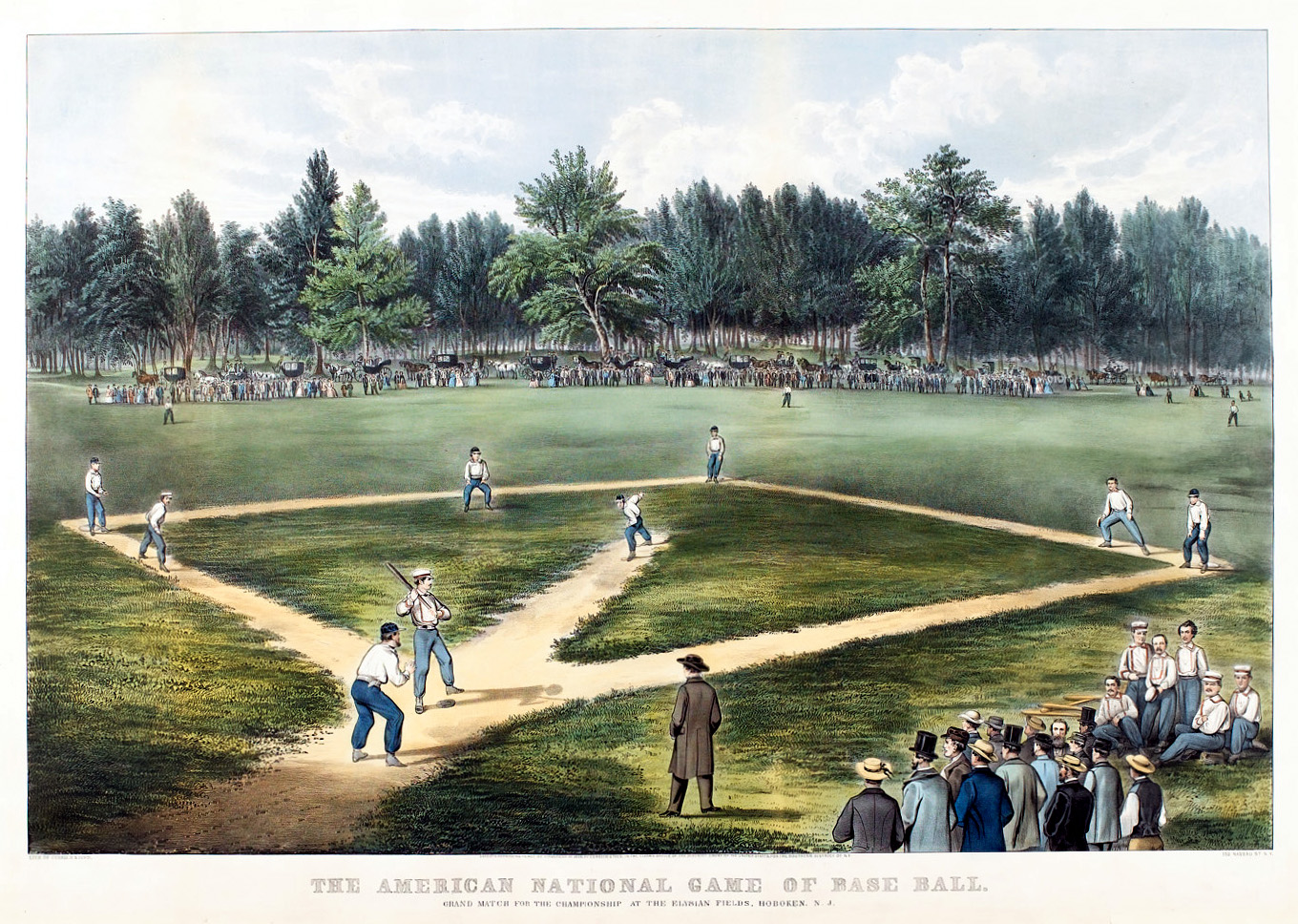
Frühes Baseballspiel auf den Elysian Fields in Hoboken, New Jersey (Lithographie von Currier and Ives)
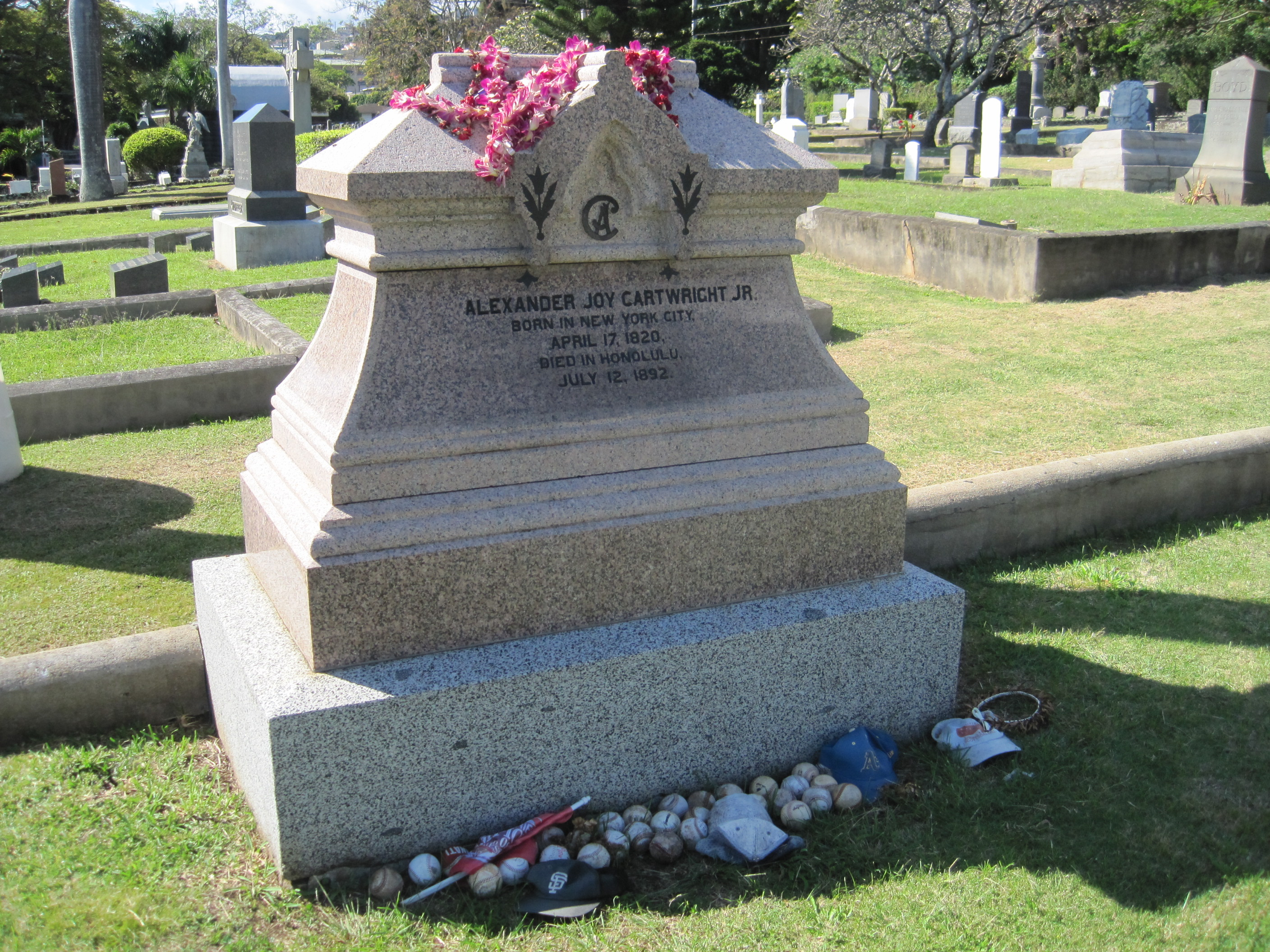
Cartwrights Grabstein auf dem Oahu-Friedhof, Honolulu